# پاچنار (راور)
پاچنار، یک آبادی از توابع بخش ززو ماهرو ،شهرستان الیگودرز ،استان لرستان است 

## جمعیت
این آبادی در دهستان هروز قرار دارد و براساس سرشماری مرکز آمار ایران در سال ۱۳۹۵، سکنه دائم آن کمتر از سه خانوار بوده‌است.